# Premium-Kollektiv
Das Premium-Kollektiv ist eine Getränkemarke, die im Jahr 2001 gegründet wurde und koffeinhaltige Cola, Bioland-Pils, ein Bio-Holunderblütengetränk sowie ein Bio-Mate-Getränk herstellt. Der Geschäftssitz befindet sich in Hamburg und wird derzeit von Uwe Lübbermann geführt. Das Unternehmen orientiert sich an der Umsetzung einer anderen Wirtschaftsweise, als die des Kapitalismus und versucht, wirtschaftliches Handeln jenseits vorhandener Organisationsformen als Kollektiv zu organisieren. Die Organisationsziele sind soziale, ökologische und ökonomische Nachhaltigkeit. Erreicht werden sollen diese Ziele durch gleiches Gehalt für alle Mitarbeiter, Geschäftsentscheidungen im Konsens, keine schriftlichen Verträge, Anti-Mengenrabatt für Abnehmer geringer Mengen und Transparenz der Preiskalkulation.

## Geschichte
Seit 2008 produziert die Klosterbrauerei Weißenohe als Kollektivmitglied ein Pils, dessen Rezeptur unter Creative-Commons-Lizenz auf der Homepage des Kollektivs bereitgestellt wird. 10 % der Einnahmen durch das Pils werden an Organisationen der Alkoholismus-Vorsorge gespendet.
2010 wurde auf Initiative des Kollektivs der „Verband der korrekten Getränkehersteller e. V.“ gegründet, dem auch Lemonaid und Viva con Agua angehören.
Im Jahr 2013 wurden 1.088.086 Flaschen verkauft und ein Umsatz von 475.000 € erreicht. 2019 hat Premium-Cola einen Jahresumsatz von 700.000 Euro verzeichnet. Dabei werden 56 Prozent mit Cola, 30 Prozent mit Bier, sechs Prozent aus Beratungsaufträgen und der Rest aus Limonaden erwirtschaftet.

## Organisationsform
Rechtlich ist Premium Cola ein Einzelunternehmen des Gründers Uwe Lübbermann. Auf ihn ist die Wort- und Bildmarke Premium Cola eingetragen. Alle unternehmerischen Entscheidungen werden aber durch ein Kollektiv getroffen. Dieses Premium-Kollektiv besteht aus 1700 stimmberechtigten Personen, die sich meist online über ein Chatboard und eine Mailingliste austauschen und Entscheidungen online abstimmen. Mitglieder des Premium-Kollektiv sind nicht nur Mitarbeiter, wie bei selbstverwalteten Betrieben. Jede Person mit einem Bezug zu Premium-Cola kann auf Empfehlung eines Kollektivisten Mitglied werden, dies schließt auch Kunden, Lieferanten oder Konsumenten mit ein.
Das Kollektiv fällt Entscheidungen gemäß den Regeln der Konsensdemokratie: Alle Kollektivmitglieder haben ebenbürtiges Stimm- und Vetorecht.
Die operativen Tätigkeiten werden durch ein Organisationsteam aus circa zehn Selbstständigen ausgeführt, der Kontakt zu Kunden und Händlern durch 30 sogenannte Sprecher. Für diese Tätigkeiten wird ein Einheitslohn von 18 Euro pro Stunde bezahlt.
Statt in Form von schriftlichen Verträgen werden alle Absprachen nur in mündlicher Form getroffen. Premium als Kollektiv besitzt keinerlei Produktionsmittel. Alle Verantwortlichen für die Schritte in der Produktions- und Vertriebskette organisieren sich als selbstständige Unternehmer. In Anlehnung an die Bezeichnung der Produktionsmittel als „Hardware“ und der zur Organisation genutzten Struktur als „Software“, wird der im Kollektiv beschlossene Rahmen aus ethischen Zielsetzungen und Prozeduren als Betriebssystem bezeichnet. Dieses Premium-Betriebssystem beinhaltet die fünf Handlungsfelder „Soziales“, „Ökologie“, „Ökonomie“, „Schutz“ und „Transfer“ und ist als offener Standard bzw. als open franchise konzipiert.

## Geschäftsmodell
Neben der alternativen Organisationsform unterscheidet sich Premium Cola durch weitere Geschäftsmodellinnovationen von anderen klassischen Unternehmen, aber auch anderen Kollektivbetrieben. Beispielhaft wird der Anti-Mengenrabatt genannt: Es wird kein Mengenrabatt gegeben, im Gegenteil, kleinere Liefermengen von meist kleineren Händlern werden preislich gestützt.
In der Unternehmenskommunikation verzichtet Premium Cola grundsätzlich auf kommerzielle Werbung, so wie auf die in der Getränkebranche üblichen Vertriebsmittel wie Marken-Kühlschränke oder Freiware. Dennoch stellt sich Premium und seine Produkte selbst dar: Es gibt Interviews mit Organisatoren und Informationen über Produkte und das Geschäftsmodell auf der Homepage von Premium. Drogenpräventive Aufklärung zu den Folgen übermäßigen Zucker- und Alkoholkonsums wird umsatzgekoppelt finanziell unterstützt.
Ein eingepreister CO2-Ausgleich wird zur Unterstützung von Aufforstungsprogrammen verwendet. Die Strecke der Transportfahrten sind auf 600 km gedeckelt und es werden Zutaten aus biologischer Landwirtschaft verwendet.
Das jährliche Umsatzwachstum soll 30 % nicht übersteigen und auf Fremdfinanzierung wird vollständig verzichtet.

## Rezeption
Premium Cola wird von zahlreichen Publikationen auch außerhalb der klassischen Szene von selbstverwalteten Betrieben als Beispiel für funktionierende alternative Wirtschaftsformen geführt. Vor allem der Anspruch die Konstruktionsfehler des Kapitalismus beheben zu wollen und die zahlreichen Geschäftsmodellinnovationen findet in der Forschung zu Wirtschaftsethik und unternehmerischen Gesellschaftsverantwortung Aufmerksamkeit.
Das Syndikat Freiburg der anarchosyndikalistischen Gewerkschaftsföderation FAU kritisiert, dass kollektive Grundsätze nicht eingehalten wären. So bestehe zwar ein Einheitslohn, dennoch werde Verkäufern eine Verkaufsprovision bezahlt. Da keine schriftlichen Verträge existieren, existieren auch keine verbindlichen Regelungen zu einer Entgeltfortzahlung im Krankheitsfall.